# Tjuj
Tjuj (rus. Тюй) je rijeka u Permskom kraju i Baškiriji u (Rusija), desni pritok rijeke Ufe.
Protječe po jugo-istoku od Permskog kraja i završava svoj put na sjevernom dijelu Baškirije. Duljina – 193 km, površina sliva – 3700 km².
Rijeka teče kroz ravnice, hrani se brojnim jakim izvorima, voda je u njoj čak i u najtoplije ljetno vrijeme užasno hladna. Voda u Tjuji posjeduje jedinstvenu za ravničarsku rijeku prozirnost. Naravno, nakon velikih kiša, kada u rijeku pritjeteče talog iz okružujućih je polja s desne obale, prozirnost vode se smanjuje. Unatoč obilju vegetacije na dnu cvjetanje vode je izraženo u manjoj mjeri nego inače u to vrijeme u drugim vodotocima. 
Protok u rijeci je mjestimično prilično jak, posebno na sredini.
Podrijetlo vode je uglavnom od snježnih oborina. Prosječni godišnji istjek vode na 10 km od ušća je 18,1 m³/s. Zamrzava se u studenome, odmrzava početkom svibnja. Plovna je.